# Germania Metternich
Der FC Germania Metternich ist ein Fußballverein aus dem Koblenzer Stadtteil Metternich. Der Verein wurde am 10. April 1912 in der Oberdorfstraße in Koblenz-Metternich gegründet.

## Geschichte
1956 qualifizierte sich Germania Metternich erstmals für die Amateurliga Rheinland und holte in der Folgesaison gleich den Meistertitel. Damit spielte der Verein in der Saison 1957/58 in der 2. Liga, musste jedoch direkt wieder absteigen. In den beiden folgenden Spielzeiten wurde Metternich jeweils wieder Meister, man schaffte jedoch erst im zweiten Jahr den angestrebten Aufstieg. Die Rückkehr in die 2. Liga wurde in der Premierensaison 1960/61 mit einem hervorragenden vierten Platz gekrönt, 1963 verpasste die Germania mit dem zehnten Tabellenplatz jedoch die Qualifikation für die neu gegründete Regionalliga. Als Absteiger in die Amateurliga Rheinland holte sich der Verein 1964 erneut die Meisterschaft und spielte somit in der Saison 1964/65 in der Regionalliga Südwest, der zweithöchsten Spielklasse im Herrenfußball. Es folgte ein weiterer Ab- und Wiederaufstieg, ehe Germania Metternich 1966/67 abgeschlagen und ohne Saisonsieg erneut absteigen musste. In der 1. Amateurliga hielt sich der Verein noch von 1967 bis 1972, dann folgte als Tabellenvorletzter der Sturz in die Bezirksliga. Nach Einführung der Oberliga Südwest 1978 kehrte die Germania von 1983 bis 1985 für zwei Jahre in die mittlerweile nur noch viertklassige Amateurliga zurück. Nach einem einjährigen Gastspiel 1994/95 schaffte der Klub 1997 als Meister der Bezirksliga erneut die Rückkehr in die Amateurliga Rheinland. In der Spielzeit 1999/00 wurde Germania Metternich schließlich Meister der Rheinlandliga vor der Reserve von Eintracht Trier, in der Saison 2000/01 spielte man also in der Oberliga Südwest, der mittlerweile vierthöchsten Spielklasse. Jedoch stieg der Klub nach nur einem Jahr wieder ab und stieg nach zwei weiteren Jahren in der Rheinlandliga schließlich in die Bezirksliga Mitte ab. Dort erreichte Metternich zuletzt 2010 und 2011 jeweils die Vizemeisterschaft, 2012 und 2013 jeweils den 4. Platz. In der Saison 2014/15 belegte man am Ende zwar den ersten Platz, jedoch waren zwei Teams punktgleich, sodass ein Entscheidungsspiel um den Aufstieg in die Rheinlandliga entscheiden musste. Dies gewann die SG 99 Andernach in Mülheim-Kärlich vor 2.200 Zuschauern mit 2:1. In den folgenden Jahren wurde die Germania viermal Vizemeister (2016 bis 2019).
Der Verein wurde sechs Mal Rheinlandmeister und ist damit Rekordhalter, 1968 Rheinlandpokalsieger, 1. Südwestdeutscher Amateurmeister, zweimal Citycupsieger sowie war Endspielteilnehmer um die Deutsche Amateurmeisterschaft.
Der Verein ist sozial engagiert und unterhält neben seinen 13 Jugend- und drei Seniorenmannschaften Kooperationen mit dem Kinderhort Kaul-Quappen sowie dem Metternicher Theresiahaus im Rahmen eines Senioren-Betreuungskonzeptes. Darüber hinaus veranstaltet er diverse Fußballcamps, so auch in Zusammenarbeit mit der Koblenzer Rhein-Zeitung und der AC Mailand Jugendakademie.